# Magda Steczkowska
Magdalena Barbara Steczkowska (ur. 21 września 1975 w Rzeszowie) – polska piosenkarka popowa, autorka tekstów i muzyk sesyjny z dorobkiem ponad 50 płyt.

## Życiorys
Jest szóstym z dziewięciorga dzieci Danuty i Stanisława Steczkowskich. Uczęszczała do Społecznej Szkoły Podstawowej nr 1 im. Armii Krajowej w Stalowej Woli i Poznańskiego Liceum Muzycznego.
W 1995 wystąpiła w chórkach podczas występu Justyny Steczkowskiej w finale 40. Konkursu Piosenki Eurowizji w Dublinie. W 2001 wraz z Piotrem Królikiem utworzyła zespół Indigo, z którym wydała trzy albumy studyjne: Ultrakolor (2003), Cuda (2009) i Pełnia (2012), a z piosenką „Mogę dziś” zajęli 14. miejsce w Krajowych Eliminacjach do Konkursu Piosenki Eurowizji 2004.
W 2014 telewizja Polsat wyemitowała drugi sezon programu Twoja twarz brzmi znajomo z udziałem Steczkowskiej. 5 lutego 2016 wydała debiutancki, solowy album studyjny pt. ...nie na zawsze, który promowała singlem „Gdzieś bez nas” nagranym w duecie z Jakubem Molędą. Wiosną tego samego roku zwyciężyła w finale drugiej edycji programu Przygarnij mnie w TVP2. 26 maja 2017 wydała singiel „Maska”, który napisała z kompozytorem Marcinem Kuczewskim. Jesienią 2018 telewizja TVN wyemitowała trzeci sezon programu Ameryka Express z udziałem Steczkowskiej i Królika.

## Życie prywatne
22 września 2001 poślubiła perkusistę Piotra Królika, z którym ma trzy córki: Zofię (ur. 31 stycznia 2002), Michalinę (ur. 30 stycznia 2009) i Antoninę (ur. 30 stycznia 2011).
1 listopada 2011 była jednym z pasażerów Boeinga 767 lecącego z Newark do Warszawy, lądującego na Okęciu awaryjnie bez wysuniętego podwozia.

## Dyskografia

### Albumy studyjne
Solowe
- ...nie na zawsze (2016)
- SeriaLove (2018)

Wydane z zespołem Indigo
- Ultrakolor (2003)[4]
- Cuda (2009)[15]
- Pełnia (2012)[7]

Jako muzyk sesyjny (niekompletna)
- Tribute to Eric Clapton – różni wykonawcy (1995)
- Rzeka miłości, koncert w Buffo ’96 – Tilt (1996)
- Naga – Justyna Steczkowska (1997)
- Stół Pański „Gadające drzewo” (1997)
- Księżyc w misce – Grzegorz Turnau (1998)
- Alkimja – Justyna Steczkowska (2002)
- Nawet – Grzegorz Turnau (2002)
- Na południe – Anna Treter (2003)
- Saxophonic – Robert Chojnacki (2006)